# Adam Kwak
Adam Kwak (* 30. März 1986 in Zakopane) ist ein polnischer Biathlet.
Der Sportsoldat Adam Kwak lebt und trainiert in Ciche und Czerwienne. Er startet für BKS UP Koscielisko und wird von Jan Ziemianin trainiert. Biathlon betreibt der mehrfache polnische Junioren-Meister seit 2001, seit 2003 gehört er zum polnischen Nationalkader. Seitdem trat er auch in internationalen Rennen im Jugend- und Juniorenbereich an. Die erste Junioren-Weltmeisterschaft lief Kwak 2003 im heimischen Kościelisko, wo er nach einem 39. Platz im Sprint noch auf den elften Rang in der Verfolgung vorlaufen konnte. Ein Jahr später war ein 16. Platz bei den Titelkämpfen der Junioren in Haute-Maurienne bestes Resultat. 2005 wurde er 18. in Sprint und Verfolgung von Kontiolahti. Bei den Junioren-Europameisterschaften des Jahres in Nowosibirsk wurde Kwak 19. im Einzel, 14. im Sprint, Elfter der Verfolgung und Fünfter mit der polnischen Staffel. Ein Jahr später konnte er sich hingegen bei der Junioren-EM nie unter den besten 40 platzieren. Etwas besser verliefen die Junioren-Weltmeisterschaften 2006 in Presque Isle mit Rang 17 im Einzel als bestes Ergebnis. Kwaks letzte Großereignisse im Juniorenbereich wurden 2007 die EM in Bansko und die WM in Martell. Beide Male erreichte er nochmals gute Ergebnisse. In Bulgarien wurde der junge Pole Fünfter im Sprint, Siebter der Verfolgung und mit der Staffel sowie 12. im Einzel. In Italien erreichte er Platz 17 im Sprint und 19 in Verfolgung und Einzel.
Die ersten internationalen Renn im Seniorenbereich bestritt Kwak 2006, darunter die Militärweltmeisterschaft. Seit 2007 tritt er im Biathlon-Europacup und auch im Biathlon-Weltcup an. Im Weltcup gab er sein Debüt als 94. eines Einzels in Kontiolahti. Höhepunkt der ersten Seniorensaison wurde die Teilnahme an den Biathlon-Weltmeisterschaften 2008 von Östersund. In Schweden erreichte Kwak den 88. Rang im Einzel, wurde 90. im Sprint und 17. im Staffelrennen. Die Biathlon-Europameisterschaften 2008 von Nové Město na Moravě brachten als Resultate einen 47. Platz im Einzel, Rang 62 im Sprint und den 13. Rang mit der Staffel. Zu Beginn der Saison 2008/09 erreichte der Pole in Östersund als 61. des Sprints ein neues bestes Ergebnis und verpasste das Verfolgungsrennen nur um einen Rang. Noch besser war sein Ergebnis im Einzel von Hochfilzen, wo er als 52. ins Ziel kam. In Staffelrennen ist das beste Ergebnis bislang Platz 15, erreicht 2008 in Oberhof.

## Biathlon-Weltcup-Platzierungen
Die Tabelle zeigt alle Platzierungen (je nach Austragungsjahr einschließlich Olympische Spiele und Weltmeisterschaften).
- 1.–3. Platz: Anzahl der Podiumsplatzierungen
- Top 10: Anzahl der Platzierungen unter den ersten zehn (einschließlich Podium)
- Punkteränge: Anzahl der Platzierungen innerhalb der Punkteränge (einschließlich Podium und Top 10)
- Starts: Anzahl gelaufener Rennen in der jeweiligen Disziplin

| Platzierung                      | Einzel | Sprint | Verfolgung | Massenstart | Staffel | Gesamt |
| -------------------------------- | ------ | ------ | ---------- | ----------- | ------- | ------ |
| 1. Platz                         |        |        |            |             |         |        |
| 2. Platz                         |        |        |            |             |         |        |
| 3. Platz                         |        |        |            |             |         |        |
| Top 10                           |        |        |            |             |         |        |
| Punkteränge                      |        |        |            |             | 15      | 15     |
| Starts                           | 9      | 16     |            |             | 16      | 41     |
| Stand: nach der Saison 2012/2013 |        |        |            |             |         |        |